# Dècim Hateri Agripa
Dècim Hateri Agripa (en llatí Decimus Haterius Agrippa) va ser un magistrat romà del segle i. Era fill de l'orador Quint Hateri.
Era amic molt proper de Germànic Cèsar. Va exercir diverses magistratures: tribú de la plebs l'any 15, pretor l'any 17 i cònsol l'any 22. El seu caràcter moral era molt baix, i Tàcit als seus Annals diu que l'any 32 va preparar la destrucció de molts homes il·lustres (viris illustres). Va tenir un fill, Quint Hateri Antoní.